# Stazione di Enziteto Catino
La stazione di Enziteto Catino era una fermata ferroviaria posta sulla linea Adriatica. Si trovava alla periferia settentrionale della città di Bari e serviva i quartieri di Enziteto e Catino (oggi ricompresi nel quartiere di Santo Spirito).

## Storia
La fermata venne attivata nel 1993, realizzando un semplice marciapiede su un binario tronco della stazione di Bari Santo Spirito; divenne subito capolinea del servizio ferroviario urbano.
Successivamente, con il prolungamento dei treni urbani verso Molfetta, la fermata non venne più servita da tutti i treni; fu soppressa nel 2006, e non fu più servita da alcun collegamento.